# باسيل ر. تشرتش
باسيل ر. تشرتش هو سياسي كندي، ولد في 28 أغسطس 1800، وتوفي في 5 أبريل 1858.